# マルコ・マルキオンニ
マルコ・マルキオンニ（Marco Marchionni イタリア語発音: [ˈmarko marˈkjɔnni], 1980年7月22日 - ）は、イタリア・ラツィオ州モンテロトンド出身の元同国代表サッカー選手、サッカー指導者。現役時代のポジションはMF、FW（守備的MF，ウインガー）。

## 経歴
キャリア初期にはウイング・プレーヤーであった。2005-06シーズンにパルマFCで活躍を見せ、2006 FIFAワールドカップのイタリア代表入りも噂されたが、結局メンバー入りは果たせなかった。翌2006-07シーズンより昨季中に入団が内定していたユヴェントスFCに加入した。1年目から25試合に出場しクラブのセリエB優勝・セリエA復帰に貢献。2007-08シーズンは怪我で棒に振ったが、2008-09シーズンはマウロ・カモラネージからレギュラーの座を奪い、自己最多タイの計36試合に出場した。ユヴェントスでは3シーズンでリーグ戦63試合に出場した。2009年7月、共同保有でACFフィオレンティーナへ移籍（実質的にはフェリペ・メロとの交換トレードであった）。
2012年9月、古巣のパルマと1年契約を結んだ。
2014年8月27日、UCサンプドリアに移籍した。
2015年9月1日、セリエBのUSラティーナ・カルチョに加入した。
2017年7月20日にセリエCのカッラレーゼ・カルチョへ加入し、嘗てエンポリFCで指導を仰いだシルヴィオ・バルディーニと再会した。
現役引退後は指導者の道に進み、2020年10月にフォッジャ・カルチョの監督に就任した。

## 代表歴
イタリア代表としては、2003年11月12日にワルシャワで行われたポーランド戦で代表デビューを飾った。

## タイトル
エンポリ
- トルネオ・ディ・ヴィアレッジョ : 2000

パルマ
- コッパ・イタリア : 2001-02

ユヴェントス
- セリエB : 2006-07